# Lista siturilor arheologice din județul Teleorman - V
Lista siturilor arheologice din județul Teleorman - V conține toate siturile arheologice din județul Teleorman înscrise în Repertoriul Arheologic Național (RAN) și aflate în localități al căror nume începe cu litera V. RAN este administrat de Ministerul Culturii și Patrimoniului Național și cuprinde date științifice, cartografice, topografice, imagini și planuri, precum și orice alte informații privitoare la zonele cu potențial arheologic, studiate sau nu, încă existente sau dispărute.
Puteți căuta un sit din localitățile care încep cu litera V folosind formularul de mai jos sau puteți naviga prin toate siturile din județ la Lista siturilor arheologice din județul Teleorman.
| Cod RAN                                | Denumire | Localitate                      | Adresă            | Datare                               | Descoperit | Coordonate                                    | Imagine           | Erori            |
| -------------------------------------- | --- | ------------------------------- | ----------------- | ------------------------------------ | ---------- | --------------------------------------------- | ----------------- | ---------------- |
| 153785.02.01 (Cod LMI: TR-I-s-A-14231) | Tumulii eneolitici de la Vitănești - "Măgura lui Pisică" / ansamblu anonim (Categorie: descoperire funerară) (Tip: Grup de tumuli) | sat Vitănești, comuna Vitănești | Măgura lui Pisică | Gumelnița                            |            |                                               | Încărcați imagine | Raportați eroare |
| 153785.01.01 (Cod LMI: TR-I-s-A-14230) | Tell-ul de la Vitănești - "La Măgurice" / ansamblu anonim (Categorie: locuire civilă) (Tip: Tell)                                  | sat Vitănești, comuna Vitănești | La Măgurice       | Gumelnița - A2, B1                   |            | 43°59′54″N 25°25′31″E / 43.99827°N 25.42521°E | Încărcați imagine | Raportați eroare |
| 153785.01.02 (Cod LMI: TR-I-s-A-14230) | Tell-ul de la Vitănești - "La Măgurice" / ansamblu anonim (Categorie: locuire civilă) (Tip: Așezare)                               | sat Vitănești, comuna Vitănești | La Măgurice       | Boian                                |            | 43°59′54″N 25°25′31″E / 43.99827°N 25.42521°E | Încărcați imagine | Raportați eroare |
| 151914.01.01                           | Situl arheologic de la Videle / ansamblu anonim (Categorie: locuire) (Tip: așezare)                                                | oraș Videle                     |                   | Gumelnița cca. 4600 - 4350 î. Chr.   |            | 44°16′26″N 25°32′12″E / 44.27389°N 25.53667°E | Încărcați imagine | Raportați eroare |
| 151914.01.02                           | Situl arheologic de la Videle / ansamblu anonim (Categorie: locuire) (Tip: așezare)                                                | oraș Videle                     |                   |                                      |            | 44°16′26″N 25°32′12″E / 44.27389°N 25.53667°E | Încărcați imagine | Raportați eroare |
| 151914.01.03                           | Situl arheologic de la Videle / ansamblu anonim (Categorie: locuire) (Tip: Locuire)                                                | oraș Videle                     |                   | Sântana de Mureș - Cerneahov sec. IV |            | 44°16′26″N 25°32′12″E / 44.27389°N 25.53667°E | Încărcați imagine | Raportați eroare |
| 151914.01.04                           | Situl arheologic de la Videle / ansamblu anonim (Categorie: locuire) (Tip: Locuire)                                                | oraș Videle                     |                   | sec. VII                             |            | 44°16′26″N 25°32′12″E / 44.27389°N 25.53667°E | Încărcați imagine | Raportați eroare |
| 151914.01.05                           | Situl arheologic de la Videle / ansamblu anonim (Categorie: locuire) (Tip: așezare)                                                | oraș Videle                     |                   | sec. XVIII-XIX                       |            | 44°16′26″N 25°32′12″E / 44.27389°N 25.53667°E | Încărcați imagine | Raportați eroare |